# Simeon Toribio
Simeon Galvez Toribio  (ur. 3 września 1905 w Loboc, zm. 5 czerwca 1969 w Carmen) – filipiński lekkoatleta specjalizujący się w skoku wzwyż, trzykrotny uczestnik letnich igrzysk olimpijskich (Amsterdam 1928, Los Angeles 1932, Berlin 1936), brązowy medalista olimpijski z Los Angeles w skoku wzwyż.

## Sukcesy sportowe
- trzykrotny złoty medalista igrzysk Dalekiego Wschodu w skoku wzwyż – 1927, 1930, 1934[2]

| Rok  | Miasto      | Zawody               | Konkurencja | Wynik         |
| ---- | ----------- | -------------------- | ----------- | ------------- |
| 1928 | Amsterdam   | Igrzyska olimpijskie | skok wzwyż  | 4. miejsce    |
| 1932 | Los Angeles | Igrzyska olimpijskie | skok wzwyż  | brązowy medal |
| 1936 | Berlin      | Igrzyska olimpijskie | skok wzwyż  | 12. miejsce   |

## Rekordy życiowe
- skok wzwyż – 2,00 (1930)